# Kyurem
Kyurem (Japans: キュレム, Kyurem) is een van de legendarische Pokémon uit Pokémon Black, White, en Black and White 2. Hij maakt deel uit van het legendarische trio Tao: Zekrom (Yin), Reshiram (Yang) en Kyurem (Wuji). Kyurem heeft de kracht om te mixen met Reshiram (White-Kyurem) of Zekrom (Black-Kyurem), in de anime kan hij dit zonder hulp, maar in de game heb je een apparaat genaamd de DNA Splicers nodig om Kyurem te laten veranderen.
Kyurem's normale lichaam is grijs met lichtblauw. In het geval van basis-stats is hij in zijn Black of White vorm de op 1 na sterkste Pokémon.
Kyurem speelt in hoofdrol in de 15de film genaamd: Kyurem versus het zwaard der gerechtigheid.